# Tenniste prime in classifica WTA
Il Ranking WTA è il sistema con cui la Women's Tennis Association cerca di stilare una classifica meritocratica delle giocatrici di tennis iscritte al circuito.

## Sistema
Il sistema si differenzia notevolmente dal sistema Elo usato nel mondo degli scacchi ed è stato alla base dell'elaborazione per il sistema FIVB world ranking. Il sistema Elo prevede il crescere o il diminuire del punteggio di un giocatore in base agli scontri diretti con gli altri giocatori, il giocatore acquista o perde punti a seconda del risultato della partita e della differenza di punteggio tra lui e l'avversario. Nel mondo del tennis il sistema è completamente differente e si basa sui risultati ottenuti nei tornei a cui si prende parte. Per esempio aggiudicarsi un determinato torneo comporta un determinato numero di punti (a seconda dell'importanza del torneo), il finalista perdente riceverà un punteggio leggermente inferiore del vincitore, i semifinalisti riceveranno un punteggio inferiore a quello del finalista perdente e così via. Ogni punteggio conquistato rimane in classifica per 52 settimane (1 anno), passate queste viene tolto al giocatore. Questa regola è indispensabile se si vuole che la classifica sia mobile e risponda all'effettivo valore attuale dei giocatori. La classifica è aggiornata settimanalmente.
La WTA ha introdotto questa classifica mondiale nel 1975, e da allora 29 tenniste sono riuscite a raggiungere la posizione di numero 1 del mondo. Tra queste vanno segnalate:
- Aryna Sabalenka è l'attuale numero uno del mondo, avendo conquistato il trono il 21 ottobre 2024.[2]
- Steffi Graf detiene il record di settimane in vetta: 377, divise in 11 periodi tra il 1987 e il 1997.[3]
- Steffi Graf e Serena Williams detengono il record di settimane consecutive in testa alla classifica: 186. La tedesca le ha collezionate tra il 17 agosto 1987 ed il 10 marzo 1991, mentre la tennista statunitense tra il 18 febbraio 2013 ed il 12 settembre 2016.[4]

## Lista di N.1
Aggiornato al 14 luglio 2025
Nota: L'attuale detentrice è indicata in grassetto
| Paese                                       | Nome                        | Inizio            | Fine              | Settimane | Totale settimane |
| ------------------------------------------- | --------------------------- | ----------------- | ----------------- | --------- | ---------------- |
| Stati Uniti (bandiera)                      | Chris Evert (1)             | 3 novembre 1975   | 25 aprile 1976    | 25        | 25               |
| Australia (bandiera)                        | Evonne Goolagong (2)        | 26 aprile 1976    | 9 maggio 1976     | 2         | 2                |
| Stati Uniti (bandiera)                      | Chris Evert                 | 10 maggio 1976    | 9 luglio 1978     | 113       | 138              |
| Cecoslovacchia (bandiera)                   | Martina Navrátilová (3)     | 10 luglio 1978    | 13 gennaio 1979   | 27        | 27               |
| Stati Uniti (bandiera)                      | Chris Evert                 | 14 gennaio 1979   | 27 gennaio 1979   | 2         | 140              |
| Cecoslovacchia (bandiera)                   | Martina Navrátilová         | 28 gennaio 1979   | 24 febbraio 1979  | 4         | 31               |
| Stati Uniti (bandiera)                      | Chris Evert                 | 25 febbraio 1979  | 15 aprile 1979    | 7         | 147              |
| Cecoslovacchia (bandiera)                   | Martina Navrátilová         | 16 aprile 1979    | 24 giugno 1979    | 10        | 41               |
| Stati Uniti (bandiera)                      | Chris Evert                 | 25 giugno 1979    | 9 settembre 1979  | 11        | 158              |
| Cecoslovacchia (bandiera)                   | Martina Navrátilová         | 10 settembre 1979 | 6 aprile 1980     | 30        | 71               |
| Stati Uniti (bandiera)                      | Tracy Austin (4)            | 7 aprile 1980     | 20 aprile 1980    | 2         | 2                |
| Cecoslovacchia (bandiera)                   | Martina Navrátilová         | 21 aprile 1980    | 30 giugno 1980    | 10        | 81               |
| Stati Uniti (bandiera)                      | Tracy Austin                | 1º luglio 1980    | 17 novembre 1980  | 20        | 22               |
| Stati Uniti (bandiera)                      | Chris Evert                 | 18 novembre 1980  | 2 maggio 1982     | 76        | 234              |
| Stati Uniti (bandiera)                      | Martina Navrátilová         | 3 maggio 1982     | 16 maggio 1982    | 2         | 83               |
| Stati Uniti (bandiera)                      | Chris Evert                 | 17 maggio 1982    | 13 giugno 1982    | 4         | 238              |
| Stati Uniti (bandiera)                      | Martina Navrátilová         | 14 giugno 1982    | 9 giugno 1985     | 156       | 239              |
| Stati Uniti (bandiera)                      | Chris Evert                 | 10 giugno 1985    | 13 ottobre 1985   | 18        | 256              |
| Stati Uniti (bandiera)                      | Martina Navrátilová         | 14 ottobre 1985   | 27 ottobre 1985   | 2         | 241              |
| Stati Uniti (bandiera)                      | Chris Evert                 | 28 ottobre 1985   | 24 novembre 1985  | 4         | 260              |
| Stati Uniti (bandiera)                      | Martina Navrátilová         | 25 novembre 1985  | 16 agosto 1987    | 90        | 331              |
| Germania (bandiera)                         | Steffi Graf (5)             | 17 agosto 1987    | 10 marzo 1991     | 186       | 186              |
| Jugoslavia (bandiera)                       | Monica Seles (6)            | 11 marzo 1991     | 4 agosto 1991     | 21        | 21               |
| Germania (bandiera)                         | Steffi Graf                 | 5 agosto 1991     | 11 agosto 1991    | 1         | 187              |
| Jugoslavia (bandiera)                       | Monica Seles                | 12 agosto 1991    | 18 agosto 1991    | 1         | 22               |
| Germania (bandiera)                         | Steffi Graf                 | 19 agosto 1991    | 8 settembre 1991  | 3         | 190              |
| Jugoslavia (bandiera)                       | Monica Seles                | 9 settembre 1991  | 6 giugno 1993     | 91        | 113              |
| Germania (bandiera)                         | Steffi Graf                 | 7 giugno 1993     | 5 febbraio 1995   | 87        | 277              |
| Spagna (bandiera)                           | Arantxa Sánchez Vicario (7) | 6 febbraio, 1995  | 19 febbraio 1995  | 2         | 2                |
| Germania (bandiera)                         | Steffi Graf                 | 20 febbraio 1995  | 26 febbraio 1995  | 1         | 278              |
| Spagna (bandiera)                           | Arantxa Sánchez Vicario     | 27 febbraio 1995  | 9 aprile 1995     | 6         | 8                |
| Germania (bandiera)                         | Steffi Graf                 | 10 aprile 1995    | 14 maggio 1995    | 5         | 283              |
| Spagna (bandiera)                           | Arantxa Sánchez Vicario     | 15 maggio 1995    | 11 giugno 1995    | 4         | 12               |
| Germania (bandiera)                         | Steffi Graf                 | 12 giugno 1995    | 14 agosto 1995    | 9         | 292              |
| Germania (bandiera) · Jugoslavia (bandiera) | Steffi Graf & Monica Seles  | 15 agosto 1995    | 3 novembre 1996   | 64        | 356 / 177        |
| Germania (bandiera)                         | Steffi Graf                 | 4 novembre 1996   | 17 novembre 1996  | 2         | 358              |
| Germania (bandiera) · Jugoslavia (bandiera) | Steffi Graf & Monica Seles  | 18 novembre 1996  | 24 novembre 1996  | 1         | 359 / 178        |
| Germania (bandiera)                         | Steffi Graf                 | 25 novembre 1996  | 30 marzo 1997     | 18        | 377              |
| Svizzera (bandiera)                         | Martina Hingis (8)          | 31 marzo 1997     | 11 ottobre 1998   | 80        | 80               |
| Stati Uniti (bandiera)                      | Lindsay Davenport (9)       | 12 ottobre 1998   | 7 febbraio 1999   | 17        | 17               |
| Svizzera (bandiera)                         | Martina Hingis              | 8 febbraio 1999   | 4 luglio 1999     | 21        | 101              |
| Stati Uniti (bandiera)                      | Lindsay Davenport           | 5 luglio 1999     | 8 agosto 1999     | 5         | 22               |
| Svizzera (bandiera)                         | Martina Hingis              | 9 agosto 1999     | 2 aprile 2000     | 34        | 135              |
| Stati Uniti (bandiera)                      | Lindsay Davenport           | 3 aprile 2000     | 7 maggio 2000     | 5         | 27               |
| Svizzera (bandiera)                         | Martina Hingis              | 8 maggio 2000     | 14 maggio 2000    | 1         | 136              |
| Stati Uniti (bandiera)                      | Lindsay Davenport           | 15 maggio 2000    | 21 maggio 2000    | 1         | 28               |
| Svizzera (bandiera)                         | Martina Hingis              | 22 maggio 2000    | 14 ottobre 2001   | 73        | 209              |
| Stati Uniti (bandiera)                      | Jennifer Capriati (10)      | 15 ottobre 2001   | 4 novembre 2001   | 3         | 3                |
| Stati Uniti (bandiera)                      | Lindsay Davenport           | 5 novembre 2001   | 13 gennaio 2002   | 10        | 38               |
| Stati Uniti (bandiera)                      | Jennifer Capriati           | 14 gennaio 2002   | 24 febbraio 2002  | 6         | 9                |
| Stati Uniti (bandiera)                      | Venus Williams (11)         | 25 febbraio 2002  | 17 marzo 2002     | 3         | 3                |
| Stati Uniti (bandiera)                      | Jennifer Capriati           | 18 marzo 2002     | 21 aprile 2002    | 5         | 14               |
| Stati Uniti (bandiera)                      | Venus Williams              | 22 aprile 2002    | 19 maggio 2002    | 4         | 7                |
| Stati Uniti (bandiera)                      | Jennifer Capriati           | 20 maggio 2002    | 9 giugno 2002     | 3         | 17               |
| Stati Uniti (bandiera)                      | Venus Williams              | 10 giugno 2002    | 7 luglio 2002     | 4         | 11               |
| Stati Uniti (bandiera)                      | Serena Williams (12)        | 8 luglio 2002     | 10 agosto 2003    | 57        | 57               |
| Belgio (bandiera)                           | Kim Clijsters (13)          | 11 agosto 2003    | 19 ottobre 2003   | 10        | 10               |
| Belgio (bandiera)                           | Justine Henin (14)          | 20 ottobre 2003   | 26 ottobre 2003   | 1         | 1                |
| Belgio (bandiera)                           | Kim Clijsters               | 27 ottobre 2003   | 9 novembre 2003   | 2         | 12               |
| Belgio (bandiera)                           | Justine Henin               | 10 novembre 2003  | 12 settembre 2004 | 44        | 45               |
| Francia (bandiera)                          | Amélie Mauresmo (15)        | 13 settembre 2004 | 17 ottobre 2004   | 5         | 5                |
| Stati Uniti (bandiera)                      | Lindsay Davenport           | 18 ottobre 2004   | 21 agosto 2005    | 44        | 82               |
| Russia (bandiera)                           | Marija Šarapova (16)        | 22 agosto 2005    | 28 agosto 2005    | 1         | 1                |
| Stati Uniti (bandiera)                      | Lindsay Davenport           | 29 agosto 2005    | 11 settembre 2005 | 2         | 84               |
| Russia (bandiera)                           | Marija Šarapova             | 12 settembre 2005 | 23 ottobre 2005   | 6         | 7                |
| Stati Uniti (bandiera)                      | Lindsay Davenport           | 24 ottobre 2005   | 29 gennaio 2006   | 14        | 98               |
| Belgio (bandiera)                           | Kim Clijsters               | 30 gennaio 2006   | 19 marzo 2006     | 7         | 19               |
| Francia (bandiera)                          | Amélie Mauresmo             | 20 marzo 2006     | 12 novembre 2006  | 34        | 39               |
| Belgio (bandiera)                           | Justine Henin               | 13 novembre 2006  | 28 gennaio 2007   | 11        | 56               |
| Russia (bandiera)                           | Marija Šarapova             | 29 gennaio 2007   | 18 marzo 2007     | 7         | 14               |
| Belgio (bandiera)                           | Justine Henin               | 19 marzo 2007     | 18 maggio 2008    | 61        | 117              |
| Russia (bandiera)                           | Marija Šarapova             | 19 maggio 2008    | 8 giugno 2008     | 3         | 17               |
| Serbia (bandiera)                           | Ana Ivanović (17)           | 9 giugno 2008     | 10 agosto 2008    | 9         | 9                |
| Serbia (bandiera)                           | Jelena Janković (18)        | 11 agosto 2008    | 17 agosto 2008    | 1         | 1                |
| Serbia (bandiera)                           | Ana Ivanović                | 18 agosto 2008    | 7 settembre 2008  | 3         | 12               |
| Stati Uniti (bandiera)                      | Serena Williams             | 8 settembre 2008  | 5 ottobre 2008    | 4         | 61               |
| Serbia (bandiera)                           | Jelena Janković             | 6 ottobre 2008    | 1 febbraio 2009   | 17        | 18               |
| Stati Uniti (bandiera)                      | Serena Williams             | 2 febbraio 2009   | 19 aprile 2009    | 11        | 72               |
| Russia (bandiera)                           | Dinara Safina (19)          | 20 aprile 2009    | 11 ottobre 2009   | 25        | 25               |
| Stati Uniti (bandiera)                      | Serena Williams             | 12 ottobre 2009   | 25 ottobre 2009   | 2         | 74               |
| Russia (bandiera)                           | Dinara Safina               | 26 ottobre 2009   | 1 novembre 2009   | 1         | 26               |
| Stati Uniti (bandiera)                      | Serena Williams             | 2 novembre 2009   | 10 ottobre 2010   | 49        | 123              |
| Danimarca (bandiera)                        | Caroline Wozniacki (20)     | 11 ottobre 2010   | 13 febbraio 2011  | 18        | 18               |
| Belgio (bandiera)                           | Kim Clijsters               | 14 febbraio 2011  | 20 febbraio 2011  | 1         | 20               |
| Danimarca (bandiera)                        | Caroline Wozniacki          | 21 febbraio 2011  | 29 gennaio 2012   | 49        | 67               |
| Bielorussia (bandiera)                      | Viktoryja Azaranka (21)     | 30 gennaio 2012   | 10 giugno 2012    | 19        | 19               |
| Russia (bandiera)                           | Marija Šarapova             | 11 giugno 2012    | 8 luglio 2012     | 4         | 21               |
| Bielorussia (bandiera)                      | Victoryja Azaranka          | 9 luglio 2012     | 17 febbraio 2013  | 32        | 51               |
| Stati Uniti (bandiera)                      | Serena Williams             | 17 febbraio 2013  | 11 settembre 2016 | 186       | 309              |
| Germania (bandiera)                         | Angelique Kerber (22)       | 12 settembre 2016 | 29 gennaio 2017   | 20        | 20               |
| Stati Uniti (bandiera)                      | Serena Williams             | 30 gennaio 2017   | 20 marzo 2017     | 7         | 316              |
| Germania (bandiera)                         | Angelique Kerber            | 20 marzo 2017     | 23 aprile 2017    | 5         | 25               |
| Stati Uniti (bandiera)                      | Serena Williams             | 24 aprile 2017    | 14 maggio 2017    | 3         | 319              |
| Germania (bandiera)                         | Angelique Kerber            | 15 maggio 2017    | 16 luglio 2017    | 9         | 34               |
| Rep. Ceca (bandiera)                        | Karolína Plíšková (23)      | 17 luglio 2017    | 10 settembre 2017 | 8         | 8                |
| Spagna (bandiera)                           | Garbiñe Muguruza (24)       | 11 settembre 2017 | 8 ottobre 2017    | 4         | 4                |
| Romania (bandiera)                          | Simona Halep (25)           | 9 ottobre 2017    | 28 gennaio 2018   | 16        | 16               |
| Danimarca (bandiera)                        | Caroline Wozniacki          | 29 gennaio 2018   | 25 febbraio 2018  | 4         | 71               |
| Romania (bandiera)                          | Simona Halep                | 26 febbraio 2018  | 27 gennaio 2019   | 48        | 64               |
| Giappone (bandiera)                         | Naomi Ōsaka (26)            | 28 gennaio 2019   | 23 giugno 2019    | 21        | 21               |
| Australia (bandiera)                        | Ashleigh Barty (27)         | 24 giugno 2019    | 11 agosto 2019    | 7         | 7                |
| Giappone (bandiera)                         | Naomi Ōsaka                 | 12 agosto 2019    | 8 settembre 2019  | 4         | 25               |
| Australia (bandiera)                        | Ashleigh Barty              | 9 settembre 2019  | 3 aprile 2022     | 114       | 121              |
| Polonia (bandiera)                          | Iga Świątek (28)            | 4 aprile 2022     | 10 settembre 2023 | 75        | 75               |
| Bielorussia (bandiera)                      | Aryna Sabalenka (29)        | 11 settembre 2023 | 5 novembre 2023   | 8         | 8                |
| Polonia (bandiera)                          | Iga Świątek                 | 6 novembre 2023   | 20 ottobre 2024   | 50        | 125              |
| Bielorussia (bandiera)                      | Aryna Sabalenka             | 21 ottobre 2024   |                   | 39        | 47               |

## Settimane al N.1
Sono evidenziate in grassetto le giocatrici in attività, che possono quindi migliorare le proprie statistiche

Aggiornato al 04 agosto 2025.
Totale
| Posiz | Paese                     | Nome                    | Settimane |
| ----- | ------------------------- | ----------------------- | --------- |
| 1.    | Germania (bandiera)       | Steffi Graf             | 377       |
| 2.    | Cecoslovacchia (bandiera) | Martina Navrátilová     | 331       |
| 3.    | Stati Uniti (bandiera)    | Serena Williams         | 319       |
| 4.    | Stati Uniti (bandiera)    | Chris Evert             | 260       |
| 5.    | Svizzera (bandiera)       | Martina Hingis          | 209       |
| 6.    | /                         | Monica Seles            | 178       |
| 7.    | Polonia (bandiera)        | Iga Świątek             | 125       |
| 8.    | Australia (bandiera)      | Ashleigh Barty          | 121       |
| 9.    | Belgio (bandiera)         | Justine Henin           | 117       |
| 10.   | Stati Uniti (bandiera)    | Lindsay Davenport       | 98        |
| 11.   | Danimarca (bandiera)      | Caroline Wozniacki      | 71        |
| 12.   | Romania (bandiera)        | Simona Halep            | 64        |
| 13.   | Bielorussia (bandiera)    | Viktoryja Azaranka      | 51        |
| 14.   | Bielorussia (bandiera)    | Aryna Sabalenka         | 50        |
| 15.   | Francia (bandiera)        | Amélie Mauresmo         | 39        |
| 16 .  | Germania (bandiera)       | Angelique Kerber        | 34        |
| 17.   | Russia (bandiera)         | Dinara Safina           | 26        |
| 18.   | Giappone (bandiera)       | Naomi Ōsaka             | 25        |
| 19.   | Stati Uniti (bandiera)    | Tracy Austin            | 22        |
| 20.   | Russia (bandiera)         | Marija Šarapova         | 21        |
| 21.   | Belgio (bandiera)         | Kim Clijsters           | 20        |
| 22.   | Serbia (bandiera)         | Jelena Janković         | 18        |
| 23.   | Stati Uniti (bandiera)    | Jennifer Capriati       | 17        |
| 24.   | Spagna (bandiera)         | Arantxa Sánchez Vicario | 12        |
| 24.   | Serbia (bandiera)         | Ana Ivanović            | 12        |
| 26.   | Stati Uniti (bandiera)    | Venus Williams          | 11        |
| 27.   | Rep. Ceca (bandiera)      | Karolína Plíšková       | 8         |
| 28.   | Spagna (bandiera)         | Garbiñe Muguruza        | 4         |
| 29.   | Australia (bandiera)      | Evonne Goolagong Cawley | 2         |

Consecutive
| Posiz                               | Paese                     | Nome                    | Settimane |
| ----------------------------------- | ------------------------- | ----------------------- | --------- |
| 1.                                  | Germania (bandiera)       | Steffi Graf             | 186       |
| 1.                                  | Stati Uniti (bandiera)    | Serena Williams         | 186       |
| 2.                                  | Cecoslovacchia (bandiera) | Martina Navrátilová     | 156       |
| 3.                                  | Australia (bandiera)      | Ashleigh Barty          | 114       |
| 4.                                  | Stati Uniti (bandiera)    | Chris Evert             | 113       |
| 5.                                  | Germania (bandiera)       | Steffi Graf (2)         | 94        |
| 6.                                  | Stati Uniti (bandiera)    | Monica Seles            | 91        |
| 7.                                  | Cecoslovacchia (bandiera) | Martina Navrátilová (2) | 90        |
| 8.                                  | Svizzera (bandiera)       | Martina Hingis          | 80        |
| 9.                                  | Polonia (bandiera)        | Iga Świątek             | 78        |
| 10.                                 | Stati Uniti (bandiera)    | Chris Evert (2)         | 76        |
| 11.                                 | Svizzera (bandiera)       | Martina Hingis (2)      | 73        |
| 12.                                 | Stati Uniti (bandiera)    | Monica Seles (2)        | 64        |
| 13.                                 | Belgio (bandiera)         | Justine Henin           | 61        |
| 14.                                 | Stati Uniti (bandiera)    | Serena Williams (2)     | 57        |
| 15.                                 | Polonia (bandiera)        | Iga Świątek (2)         | 50        |
| * = almeno 50 settimane consecutive |                           |                         |           |

## Fine anno al N.1

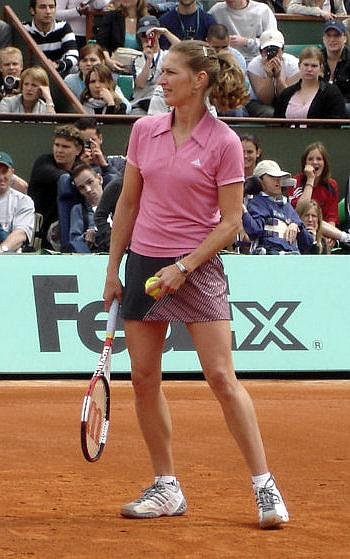
Steffi Graf ha concluso otto stagioni al n.1 (record)

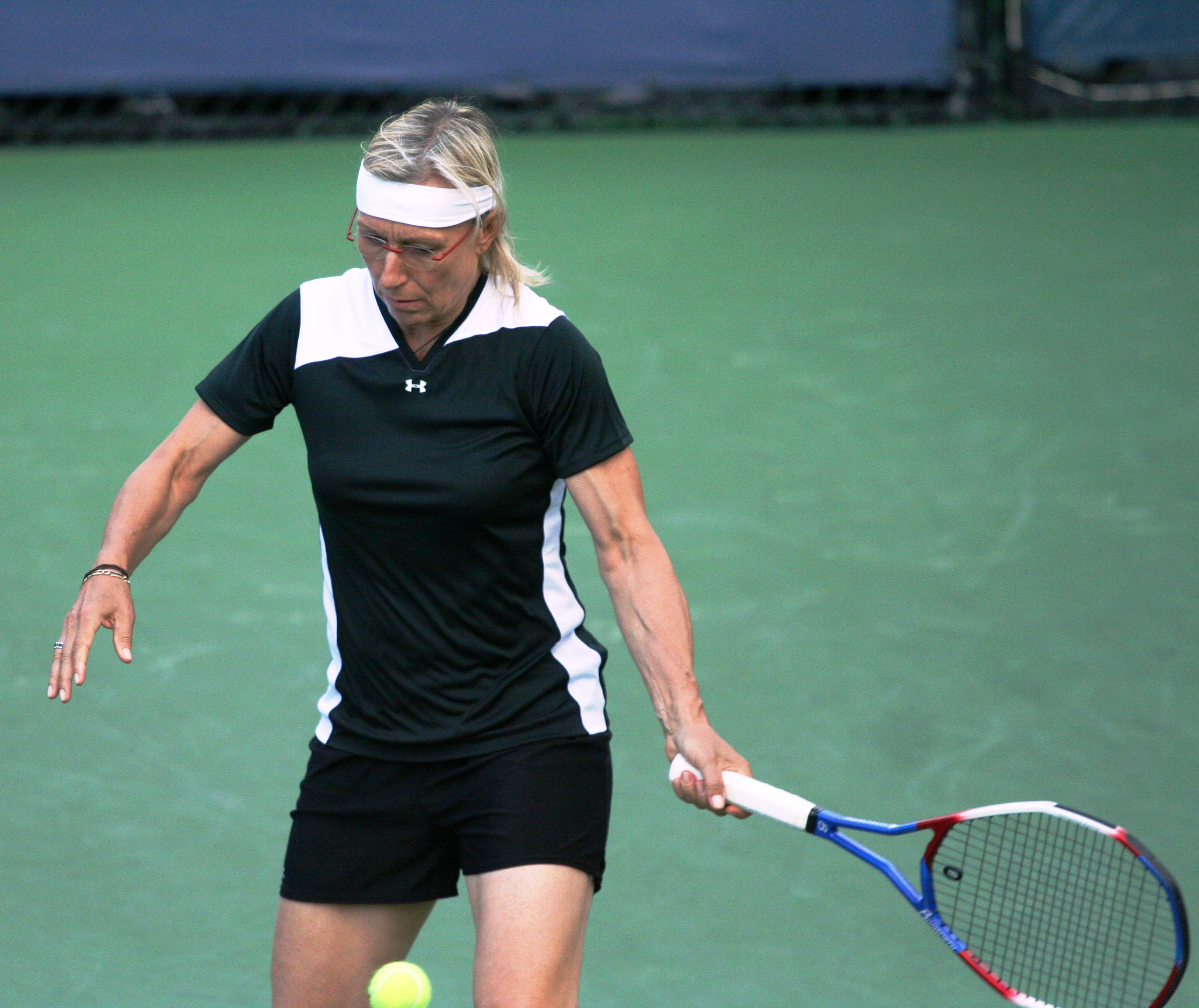
Martina Navrátilová ha concluso per sette volte l'anno al n.1 di cui cinque consecutive (record)

| Numero di volte | Tennista              |
| --------------- | --------------------- |
| 8               | Steffi Graf           |
| 7               | / Martina Navrátilová |
| 5               | Chris Evert           |
| 5               | Serena Williams       |
| 4               | Lindsay Davenport     |
| 3               | Ashleigh Barty        |
| 3               | Justine Henin         |
| 3               | Martina Hingis        |
| 3               | / Monica Seles        |
| 2               | Simona Halep          |
| 2               | Caroline Wozniacki    |
| 2               | Iga Świątek           |
| 1               | Jelena Janković       |
| 1               | Viktoryja Azaranka    |
| 1               | Angelique Kerber      |
| 1               | Aryna Sabalenka       |

| Anno | Paese   | Nome                     |
| ---- | ------- | ------------------------ |
| 1975 | USA     | Chris Evert (1)          |
| 1976 | USA     | Chris Evert              |
| 1977 | USA     | Chris Evert              |
| 1978 | TCH     | Martina Navrátilová (2)  |
| 1979 | TCH     | Martina Navrátilová      |
| 1980 | USA     | Chris Evert              |
| 1981 | USA     | Chris Evert              |
| 1982 | USA     | Martina Navrátilová      |
| 1983 | USA     | Martina Navrátilová      |
| 1984 | USA     | Martina Navrátilová      |
| 1985 | USA     | Martina Navrátilová      |
| 1986 | USA     | Martina Navrátilová      |
| 1987 | GER     | Steffi Graf (3)          |
| 1988 | GER     | Steffi Graf              |
| 1989 | GER     | Steffi Graf              |
| 1990 | GER     | Steffi Graf              |
| 1991 | YUG     | Monica Seles (4)         |
| 1992 | YUG     | Monica Seles             |
| 1993 | GER     | Steffi Graf              |
| 1994 | GER     | Steffi Graf              |
| 1995 | GER USA | Steffi Graf Monica Seles |
| 1996 | GER     | Steffi Graf              |
| 1997 | SUI     | Martina Hingis (5)       |
| 1998 | USA     | Lindsay Davenport (6)    |
| 1999 | SUI     | Martina Hingis           |
| 2000 | SUI     | Martina Hingis           |
| 2001 | USA     | Lindsay Davenport        |
| 2002 | USA     | Serena Williams (7)      |
| 2003 | BEL     | Justine Henin (8)        |
| 2004 | USA     | Lindsay Davenport        |
| 2005 | USA     | Lindsay Davenport        |
| 2006 | BEL     | Justine Henin            |
| 2007 | BEL     | Justine Henin            |
| 2008 | SRB     | Jelena Janković (9)      |
| 2009 | USA     | Serena Williams          |
| 2010 | DEN     | Caroline Wozniacki (10)  |
| 2011 | DEN     | Caroline Wozniacki       |
| 2012 | BLR     | Viktoryja Azaranka (11)  |
| 2013 | USA     | Serena Williams          |
| 2014 | USA     | Serena Williams          |
| 2015 | USA     | Serena Williams          |
| 2016 | GER     | Angelique Kerber (12)    |
| 2017 | ROM     | Simona Halep (13)        |
| 2018 | ROM     | Simona Halep             |
| 2019 | AUS     | Ashleigh Barty (14)      |
| 2020 | AUS     | Ashleigh Barty           |
| 2021 | AUS     | Ashleigh Barty           |
| 2022 | POL     | Iga Świątek (15)         |
| 2023 | POL     | Iga Świątek              |
| 2024 | BLR     | Aryna Sabalenka (16)     |